# Du Tử Lê
Du Tử Lê (1942–2019) tên thật là Lê Cự Phách, là một nhà thơ.

## Tiểu sử
Ông sinh năm 1942, tại huyện Kim Bảng, tỉnh Hà Nam. Sau Hiệp định Genève, 1954, Lê Cự Phách di cư vào Nam cùng với gia đình. Đầu tiên ông định cư ở Hội An, Quảng Nam, sau đó là Đà Nẵng. Đến năm 1956, ông vào Sài Gòn và theo học trường Trần Lục, trường Chu Văn An, sau cùng là Đại học Văn Khoa.
Ông làm thơ từ rất sớm, khi đang còn học tại trường tiểu học Hàng Vôi tại Hà Nội. Sau khi di cư vào Sài Gòn, Du Tử Lê bắt đầu sáng tác nhiều tác phẩm dưới nhiều bút hiệu khác nhau. Bút hiệu Du Tử Lê được dùng chính thức lần đầu tiên vào năm 1958 (cái tên "Du Tử" được ông lấy từ bài thơ "Du Tử ngâm" của thi sĩ Mạnh Giao thời Đường, nghĩa là "đứa con xa mẹ", còn "Lê" là họ của ông) cho bài "Bến tâm hồn", đăng trên tạp chí Mai.
Du Tử Lê từng là sĩ quan thuộc Quân lực Việt Nam Cộng Hòa, cựu phóng viên chiến trường, thư ký tòa soạn cuối cùng của nguyệt san Tiền phong (một tạp chí của Quân lực Việt Nam Cộng Hòa), và là giáo sư dạy giờ cho một số trường trung học Sài Gòn.
Năm 1973 tại Sài Gòn, ông được trao Giải thưởng Văn chương Toàn quốc, bộ môn Thơ với tác phẩm Thơ tình Du Tử Lê 1967–1972.
Ngày 17 tháng 4 năm 1975, Du Tử Lê cùng với Mai Thảo và Phạm Duy bị kết án tử hình vắng mặt trên đài phát thanh của Mặt trận Dân tộc Giải phóng miền Nam Việt Nam vì có thái độ chống đối cộng sản quyết liệt. Sau sự kiện 30 tháng 4 năm 1975, ông sang tỵ nạn bên Hoa Kỳ.
Ông chuyển đến sống ở miền Nam California, tiếp tục nghề viết, và là nhân viên khế ước của đài tiếng nói Hoa Kỳ từ năm 1996. Ông cũng từng là chủ nhiệm các báo Việt ngữ Nhân chứng, Tay Phải, và Văn nghệ ở Hoa Kỳ.
Nhiều năm sau nhà thơ Du Tử Lê về nước và gặp gỡ với các nhà thơ trong nước như Nguyễn Trọng Tạo, Hoàng Cầm, Hữu Loan...
Năm 2014, ông trở về Việt Nam giao lưu với đọc giả tại Hà Nội và Thành phố Hồ Chí Minh, nhân dịp ông xuất bản tập thơ Giỏ hoa thời mới tại Việt Nam. Sự kiện thơ của ông được xuất bản chính thức tại Việt Nam và việc ông trở về nước đã làm dấy lên nhiều tranh cãi trong cộng đồng người Việt tỵ nạn ở hải ngoại. Nhà thơ Du Tử Lê chọn cách im lặng trước những chỉ trích trên.
Năm 2016, ông tham gia giao lưu với đọc giả tại Huế trong chương trình Giao lưu với Dao Tử Lê và bằng hữu do Tạp chí Sông Hương và Hội Nhà văn Thừa Thiên – Huế tổ chức.
Ông qua đời vào ngày 7 tháng 10 năm 2019 tại nhà riêng ở Garden Grove, California, Hoa Kỳ.

## Ý kiến trong và ngoài nước
Tại hải ngoại, Du Tử Lê đã và đang có những thành công nhất định:
- Cho tới hôm nay, ông là nhà thơ châu Á duy nhất được phỏng vấn và có thơ đăng trên hai nhật báo lớn của Hoa Kỳ: Los Angeles Times (1983) và New York Times (1996).[6] Thơ ông cũng đã và đang được đưa vào giảng dạy, làm tài liệu nghiên cứu, đọc thêm tại một số trường đại học Hoa Kỳ và châu Âu.
- Năm 1998, nhà xuất bản W. W. Norton, New York đã chọn Du Tử Lê vào một trong năm tác giả Việt Nam để in vào phần "Thế kỉ 20: thi ca Việt Nam" khi tái bản tuyển tập World Poetry An Anthology of Verse From Antiquity to Our Present Time (Tuyển tập Thi ca thế giới từ xưa đến nay).
- Trong cuốn Understanding Vietnam, tác giả, giáo sư Neil L. Jamieson đã chọn dịch một bài thơ của Dư Tử Lê viết từ năm 1964. Cuốn sách này sau trở thành tài liệu giáo khoa, dùng để giảng dạy tại các đại học Berkeley, UCLA, và Cambridge, London.
- Ông cũng là nhà thơ có nhiều tác phẩm được phổ nhạc. Trong số đó có nhiều ca khúc nổi tiếng như của nhạc sĩ Phạm Đình Chương, với "Đêm nhớ trăng Sài Gòn", "Khi tôi chết hãy đem tôi ra biển", "Quê hương là người đó" ("Xa nguồn yêu thương"), Trần Duy Đức với "Chỉ nhớ người thôi đủ hết đời", "Em hiểu vì đâu chim gọi nhau", Nguyên Bích với "Hiến chương yêu", Đăng Khánh với "K. khúc của Lê", Anh Bằng với "Khúc Thụy Du", Phạm Duy với "Kiếp sau xin giữ lại đời cho nhau", Hoàng Quốc Bảo với "Người về như bụi", Từ Công Phụng với "Trên ngọn tình sầu", Phạm Anh Dũng với "Tôi Xa Người"... Từ những ca khúc này, ông đã tuyển chọn để thực hiện 3 CD K Khúc của Lê năm 2001.

Có thời gian ông không được hoan nghênh và biết đến nhiều ở trong nước. Điển hình là vào ngày ngày 18 tháng 8 năm 2005, báo Công an thành phố Hồ Chí Minh đã đăng bài "Bộ mặt ngạo mạn của Du Tử Lê" của hai tác giả Trọng Đức và Lê Nguyễn, phản hồi cho việc Nhà xuất bản Văn nghệ xuất bản tập thơ Du Tử Lê, với nhiều ý kiến công kích cả về thơ ca lẫn con người của ông.
Hoài Thanh, trong một bài đọc trên Đài phát thanh Hà Nội đón giao thừa năm 1973, cũng gọi Du Tử Lê là nhà thơ tư bản "nhận tiền của Mỹ ngụy dùng thơ văn lãng mạn để làm giảm sút tinh thần chiến đấu của thanh thiếu niên miền Nam Việt Nam".
Tuy nhiên khi ông trở về Việt Nam giao lưu với đọc giả năm 2014, thì tuyển tập thơ của ông đã được xuất bản chính thức trong nước. Lúc đó dư luận người Việt tại hải ngoại có nhiều chỉ trích và tranh cãi về ông. Nhiều người nhận định ông có xu hướng hòa hợp và hòa giải với chính phủ Việt Nam, bằng việc giới thiệu các bài thơ của các thi sĩ trong nước như Hữu Thỉnh, Lâm Thị Mỹ Dạ, Nguyễn Minh Châu vào tuyển tập "Two Rivers: new Vietnamese writing from America and Vietnam" do Frank Stewart là chủ biên, bên cạnh các nhà thơ hải ngoại như Mai Thảo, Đỗ Kh., Phan Nhiên Hạo, Đinh Linh, Barbara Trần, Nguyễn Quí Đức.
Từ sau năm 2014 đến lúc mất năm 2019, phía chính quyền và báo chí trong nước bắt đầu bớt khắt khe về Du Tử Lê hơn. Ông tham gia phỏng vấn với nhiều tờ báo như Tuổi Trẻ, Thanh Niên... Nhiều tập thơ khác cũng lần lượt được xuất bản như Chỉ nhớ người thôi, đủ hết đời (Công ty Văn hóa Phương Nam, 2017), Mẹ về biển Đông (Nhà xuất bản Hội Nhà văn, 2017), tuyển tập thơ Khúc thụy du (Phanbook, 2018), tuyển tập thơ Trên ngọn tình sầu và truyện dài Với nhau, một ngày nào (Saigon Books, 2018).
Trong cuốn nhặt truyện văn nhân, nhà thơ Văn Công Hùng nhận xét: "Ông hiền lành đến độ khó có thể hiền hơn. Nhưng ẩn trong ấy là sự thông minh, trí tuệ và lịch lãm."

## Tác phẩm
Tính đến thời điểm 2014, Du Tử Lê đã xuất bản 58 tác phẩm đủ thể loại, trong đó có thể kể đến:

### Ở Việt Nam
- Thơ Du Tử Lê (1964)
- Năm Sắc Diện Năm Định Mệnh (1965)
- Tình khúc Tháng Mười Một (1966)
- Tay Gõ Cửa Đời (1970)
- Chung Cuộc (cùng viết với Mai Thảo, 1969)
- Mắt Thù (1969)
- Ngửa Mặt (tiểu thuyết, 1969)
- Vốn Liếng Một Đời (1969)
- Qua Hình Bóng Khác (tiểu thuyết, 1970)
- Mùa thu hoa cúc (sách thiếu nhi, 1971)
- Sân trường mắt biếc (sách thiếu nhi, 1971)
- Chú Cuội buồn (sách thiếu nhi, 1971)
- Hoa phượng vàng (sách thiếu nhi, 1971)
- Một Đời Riêng (1972)
- Khóc lẻ loi Một Mình (1972)
- Giỏ hoa thời mới lớn (2014)[10]

### Ở nước ngoài
- Thơ Tình (1996)
- Chỉ Như Mặt Khác Tấm Gương Soi (thơ 1997)
- Tiếng Kêu Nào Bên Kia Thời Tiết (truyện)
- Em và, mẹ và tôi là một nhé (bán hồi ký)
- Chỗ Một Đời Em Vẫn Để Dành
- Nhìn Nhau Chợt Thấy Ra Sông Núi
- Chấm Dứt Luân Hồi Em Bước Ra (1993)
- K.Khúc Của Lê
- Em Hiểu Vì Đâu Chim Gọi Nhau
- Quê Hương Là Người Đó
- Tôi – Ấu Thơ và Mẹ (hồi ký)
- Trường khúc Mẹ và Biển Đông (1989, 2002)
- [nếu cần,] hãy cho bài thơ một tên gọi!?! (2006)
- Trên ngọn tình sầu (tập tùy bút, 2011)